# Pericle Ferretti
Pericle Ferretti (Bologna, 10 aprile 1888 – Napoli, 12 febbraio 1960) è stato un ingegnere italiano specializzato in elettronica e in ingegneria navale meccanica, ufficiale della Regia Marina e professore universitario.
Figlio di Alessandro Ferretti, si laureò al Politecnico di Milano in ingegneria elettronica nel 1910 e in ingegneria navale meccanica alla Scuola navale superiore di Genova nel 1912.
Nel 1912 entrò nel genio militare della Regia Marina e fu destinato all’arsenale di Napoli e al Regio Stabilimento delle costruzioni navali di Castellammare di Stabia.
Nel 1917 fu assegnato all’arsenale di Taranto ove, promosso al grado di maggiore, rimase fino al 1921, prestando servizio, nel corso di alcuni periodi di imbarco, su diversi sommergibili.
Nell’ambito della ricerca militare inventò un dispositivo, da lui inizialmente chiamato "apparecchio Ferretti" e in seguito contraddistinto dalla sigla ML (iniziali del nome della moglie Maria Luisa); si trattava di una apparecchiatura costituita da un tubo che in posizione di lavoro era verticale. Esso, opportunamente carenato consentiva al sommergibile di passare in breve tempo, con il semplice azionamento dei timoni, dall'assetto di "affioramento forzato" - in cui navigava con il ponte di coperta a circa 7,5 m sotto il livello del mare ed era tenuto dai serbatoi opportunamente pieni d'acqua e grazie all'angolazione dei timoni di profondità - alla piena immersione.
Alla fine del 1921, dopo un breve periodo di docenza all'Accademia navale di Livorno, fu trasferito al nuovo all'arsenale di Napoli, del quale fu direttore fino al 1926.
Nel 1925 vinse il concorso per la cattedra di meccanica applicata alle macchine nella facoltà di ingegneria dell'università di Napoli dove insegnò per tutto il resto della sua vita.
Fu il fondatore dell'Istituto nazionale dei motori del Consiglio Nazionale delle Ricerche a Napoli, in cui furono compiuti molti importanti studi, purtroppo allora non pubblicati, perché vincolati dal segreto militare.

## Alcune pubblicazioni
- Sull'equilibramento di una motrice policilindrica a bordo, in Riv. marittima, XLVI (1913), pp. 17–29; XLVII (1914), pp. 253–61
- Di un particolare comportamento del coefficiente d'attrito nei vari, ibid., XLVIII (1915)
- Problemi della tecnica delle funivie, in Annali d. R. Istituto sup. navale, II (1933), pp. 193–204
- Problemi tecnici delle funivie, in Atti d. Soc. ital. per il progresso d. scienze, II (1934), pp. 431 ss.
- Autostrada di montagna, ibid., pp. 392–395
- Le turbine a gas di scarico, Napoli 1946
- Misure meccaniche, ibid. 1946
- Meccanica delle macchine, I-II, ibid. 1946